# Бельжика (судно)
Бельжика — название двух бельгийских исследовательских кораблей. Оба корабля названы по римской провинции Белгика, образованной в 16 году до н. э. в области расселения кельтского племени белгов.

## Историческая «Бельжика»
Первый корабль известный как «Бельжика» был построен Кристианом Бринчем Якобсеном в 1884 году в Свельвике (Норвегия) и изначально назывался Патриа. Корабль был 35,97 м длиной, 7,62 м шириной и 4,11 м высотой, и вместимость 336 тонн. Про строительстве корабля использовались сосна и дуб. Кроме парусов, корабль был оснащён паровой машиной. Изначально корабль предназначался для промысла китов и был специально укреплён, чтобы сделать возможным плавание во льдах.
Корабль был приобретён Адриеном де Жерлашем для бельгийской антарктической экспедиции и 4 июля 1896 года назван «Бельжика». По случаю крещения корабля был дан салют. Гружённая 40 тоннами провианта «Бельжика» отплыла из Антверпена в Антарктику 16 августа 1897 года: на борту корабля находились 23 члена экипажа, в том числе и сам Жерлаш, штурман Руал Амундсен, биолог, зоолог, ботаник и спелеолог Эмиль Раковицэ и судовой врач и фотограф Фредерик Кук. 28 февраля 1898 года судно оказалось затёрто во льдах, и только 14 марта 1899 года смогло начать обратный путь в Антеверпен, куда и прибыло 6 ноября 1899 года.
В 1901 году шхуна была задействована в полярной экспедиции Болдуина — Циглера, используясь для заброски припасов на вспомогательный склад в Гренландии. Далее «Бельжика» использовалась по прямому назначению — в китобойном промысле. В 1906 году судно было приобретено Филиппом Орлеанским за 130 тысяч бельгийских франков (5 155 фунтов стерлингов того времени), и использовалось им совместно с Жерлашем для дальнейших экспедиций в 1907 и 1909 годах. Во время первой мировой войны (в 1916 году) «Бельжика» сначала была приобретена «Норвежским угольным синдикатом», переименована в «Исфьорд» и использовалась для перевозки угля из Арктики, а затем использовалась для ловли и переработки рыбы у Лофотенских островов. В мае 1940 Вооружённые силы Великобритании превратили «Бельжику» в плавучий арсенал.
19 мая 1940 года «Бельжика» пострадала в ходе бомбардировки Люфтваффе и затонула во фьорде около города Харстад. Затонувший корпус был обнаружен дайверами в 1990 году, обследование показало, что корпус вполне может быть поднят и реставрирован, однако сложность с законодательством и неопределённость прав собственности помешали проекту.

## «Бельжика» A962
Сегодняшняя «Бельжика» — зарегистрированный под номером А962 корабль, принадлежащий правительству Бельгии. Команда корабля — служащие морского компонента бельгийских вооруженных сил.
Название кораблю было дано королевой Фабиолой в 1984 году, ровно через 100 лет после исторической «Бельжики». Корабль — 50 м длиной, 10 м шириной и 5,7 м высотой, и весит 232 тонны (нетто) / 765 тонн (с полной погрузкой).
Основная задача сегодняшней «Бельжики» — сбор информации о флоре и фауне Северного моря. Для этих целей корабль оснащён исследовательской аппаратурой и сотрудничает с бельгийскими университетами и исследовательскими центрами.